# Churchill Cup 2003
La Churchill Cup 2003, ufficialmente Barclays Churchill Cup 2003 per ragioni di sponsorizzazione, fu la 1ª edizione della Churchill Cup, torneo internazionale di rugby a 15 organizzato annualmente dall'International Rugby Board.
La prima edizione della Churchill Cup ebbe luogo in Canada nel mese di giugno, nella città di Vancouver al Thunderbird Stadium. Al torneo presero parte l'Inghilterra A, seconda squadra nazionale inglese, il Canada e gli Stati Uniti d'America.
La formula prevedeva un girone eliminatorio e una finale tra le prime due classificate; il successo arrise facilmente all'Inghilterra A che superò in finale gli Stati Uniti.
Si disputò anche il torneo femminile che vide la vittoria finale dell'Inghilterra sul Canada per 21-18, a conferma dell'equilibrio mostrato nel girone eliminatorio.

## Squadre partecipanti
| Torneo maschile                        | Torneo femminile                     |
| -------------------------------------- | ------------------------------------ |
| - Canada - Inghilterra A - Stati Uniti | - Canada - Inghilterra - Stati Uniti |

## Torneo maschile

### Girone
| Data      | Incontro                    | Risultato | Sede      | Referto     |
| --------- | --------------------------- | --------- | --------- | ----------- |
| 14-6-2003 | Canada — Inghilterra A      | 7–38      | Vancouver | World Rugby |
| 18-6-2003 | Canada — Stati Uniti        | 11–16     | Vancouver | World Rugby |
| 21-6-2003 | Stati Uniti — Inghilterra A | 10–36     | Vancouver | World Rugby |

#### Classifica
|    | Squadra       | G | V | N | P | PF | PS | diff. | PT |
| -- | ------------- | - | - | - | - | -- | -- | ----- | -- |
| 1º | Inghilterra A | 2 | 2 | 0 | 0 | 74 | 17 | +57   | 4  |
| 2º | Stati Uniti   | 2 | 1 | 0 | 1 | 26 | 47 | –21   | 2  |
| 3º | Canada        | 2 | 0 | 0 | 2 | 18 | 54 | –36   | 0  |

### Finale
| Arbitro: | Pablo de Luca |

|                |      |                                                                  |
|                | mt   | x’ Anglesea x’ Johnston x’ Vyvyan x’ Paul x’ Greening x’ Balshaw |
|                | tr   | x’, x’ Walder x’ Barkley                                         |
| Wilfley x’, x’ | c.p. | x’ Walder                                                        |

## Torneo femminile

### Girone
| Data      | Incontro                  | Risultato | Sede      | Referto     |
| --------- | ------------------------- | --------- | --------- | ----------- |
| 14-6-2003 | Canada — Inghilterra      | 5–10      | Vancouver | World Rugby |
| 18-6-2003 | Inghilterra — Stati Uniti | 15–8      | Vancouver | World Rugby |
| 20-6-2003 | Canada — Stati Uniti      | 18–13     | Vancouver | World Rugby |

#### Classifica
|    | Squadra     | G | V | N | P | PF | PS | diff. | PT |
| -- | ----------- | - | - | - | - | -- | -- | ----- | -- |
| 1ª | Inghilterra | 2 | 2 | 0 | 0 | 25 | 13 | +12   | 4  |
| 2ª | Canada      | 2 | 1 | 0 | 1 | 23 | 23 | 0     | 2  |
| 3ª | Stati Uniti | 2 | 0 | 0 | 2 | 22 | 33 | –11   | 0  |

### Finale
| Vancouver 28 giugno 2003                                                                                           | Canada | 18 – 21 referto                      | Inghilterra | Thunderbird Stadium (5000 spett.) |
| McAuley 51’ Thompson 68’ mt 40’ Cooke 62’ Buckingham 80’ Stevens McCallum 52’ tr McCallum 8’, 38’ c.p. 3’, 70’ Rae |        |                                      |             |                                   |
| |        |                                      |             |                                   |
| McAuley 51’ Thompson 68’                                                                                           | mt     | 40’ Cooke 62’ Buckingham 80’ Stevens |             |                                   |
| McCallum 52’ | tr     |                                      |             |                                   |
| McCallum 8’, 38’                                                                                                   | c.p.   | 3’, 70’ Rae                          |             |                                   |